# Fernand Brosius
Fernand Brosius (Niederkorn, 15 mei 1934 – 14 januari 2014) was een voetballer uit Luxemburg.

## Clubcarrière
Brosius kwam als verdediger zijn gehele carrière (1953-1971) uit voor Spora Luxemburg.

### Erelijst
- Luxemburgs landskampioen

1956, 1961
- Beker van Luxemburg

1957, 1965, 1966

## Interlandcarrière
Brosius speelde ruim negen jaar in het Luxemburgs nationaal elftal en heeft in totaal 57 interlands (nul doelpunten) achter zijn naam staan.